# Autorizzazione ad esercitarsi alla guida

Fronte (mod. TT 1561 N)

Retro (mod. TT 1561 N)

L'autorizzazione ad esercitarsi alla guida, colloquialmente nota come "foglio rosa" a causa della colorazione del fronte, è un'autorizzazione amministrativa della Repubblica Italiana che consente a un candidato richiedente la patente di guida italiana di fare pratica in vista dell'esame di guida.

## Rilascio
Nel caso di estensione della propria patente di guida senza l'obbligo di un ulteriore esame di teoria viene immediatamente rilasciato (il "foglio rosa" vero e proprio emesso meccanograficamente viene consegnato in un secondo momento, nel frattempo viene consegnato il "foglio bianco" che ha durata un mese) altrimenti viene rilasciato dopo il superamento della prova teorica.

### Categorie AM, A1, A2, A
Per le patenti delle categorie A, il foglio rosa consente di esercitarsi sulle categorie di veicoli previste dalla patente richiesta; qualora le caratteristiche del veicolo non consentano la presenza di una seconda persona come istruttore, il conducente può comunque guidare in deroga a tale limitazione.

### Categoria B
Per la patente B è consentito esercitarsi alla guida purché si abbia a fianco una persona in funzione di istruttore; costui deve essere titolare di patente B da almeno 10 anni, oppure di una patente di categoria superiore, e con al massimo 65 anni di età, dal 14 dicembre 2024 per esercitarsi alla guida con una persona che non sia istruttore di guida presso un'autoscuola (ma che abbia i requisiti sopracitati) è necessario, oltre al conseguimento del foglio rosa, un certificato di completamento delle 6 ore obbligatorie di guida per accedere all'esame pratico.
Inoltre l'auto utilizzata deve avere il freno a mano e la chiave d'avviamento accessibili al passeggero. Le esercitazioni possono avvenire su tutto il territorio nazionale, esponendo il contrassegno "P" davanti e dietro al veicolo.
Diversamente che in passato, sono ammesse le esercitazioni in autostrada, su strade extraurbane principali e in orario notturno, a condizione che non si trasportino altri passeggeri all'infuori dell'accompagnatore. La presenza di un passeggero terzo è comunque consentita sui veicoli delle autoscuole.

### Guida Accompagnata
La guida accompagnata permette le esercitazioni di guida dei minori che abbiano compiuto 17 anni, già in possesso di patente A1 o B1 e di specifica autorizzazione rilasciata dall'Ufficio provinciale della motorizzazione civile. Tali esercitazioni possono svolgersi solo in presenza di una persona titolare di patente B (o superiore) da almeno 10 anni ed esponendo l'apposito contrassegno con l'iscrizione "GA".

## Validità
Il foglio rosa conferisce l'autorizzazione alla conduzione di veicoli su tutto il territorio nazionale, senza restrizioni a livello provinciale, tuttavia, non è valido al di fuori dei confini nazionali. L'autorizzazione per esercitarsi alla guida ha, a partire dalla data di rilascio, una durata di dodici mesi, durante i quali il candidato può sostenere al massimo tre prove pratiche. In caso di scadenza prima della data dell'esame di guida, il candidato potrà guidare i mezzi indicati nel foglio rosa soltanto durante la prova d'esame.